# SMS Hippos
Az SMS Hippos az az Osztrák–Magyar Monarchia haditengerészetének vontatóhajója volt 1888–1918 között. 

## Építése, felszerelése
A hajót a polai haditengerészeti szertárban (Seearsenal), illetve Triesztben a Stabilimento Tecnico Triestino hajógyárban építették meg, a Marinetechnisches Komité tervei alapján. A munkálatok 1887-ben kezdődtek meg. Az egység teljes költsége 129 118 korona volt.
A hajót szükség esetén vitorlával is fel lehetett szerelni, összesen 82,5 m² vitorlafelület felvonására volt lehetőség. A fedélzeten két kisebb méretű evezős csónak (Jolle) is helyet kapott. A Hippost három admirális-típusú horgonnyal látták el, ezek 181, 124, illetve 31 kilogrammosak voltak.
A legénységet 2 tiszt és 17 tengerész alkotta. A parancsnok általában fregatthadnagyi rendfokozatot viselt, mellé egy kadétot osztottak be.
| Az SMS Hippos ismert parancsnokai | Az SMS Hippos ismert parancsnokai             |
| Év                                | Név                                           |
| --------------------------------- | --------------------------------------------- |
| 1888                              | Wilhelm Pacher                                |
| 1889                              | Wilhelm Pacher                                |
| 1889                              | Richard Kühnel                                |
| 1890                              | Josef Kraus                                   |
| 1891                              | Josef Kraus                                   |
| 1891                              | lovag Alois von Pokorny                       |
| 1903                              | visti Sándor Virgil                           |
| 1909                              | Otto Kastner                                  |
| 1891                              | Nikolaus Halavajna                            |
| 1891                              | Branko Edler von Milinković                   |
| 1911                              | Anton Reich                                   |
| 1912                              | Anton Reich                                   |
| 1912                              | Walter Pohl                                   |
| 1912                              | br. Rudolf von Call zu Rosenburg und Kulmbach |
| 1913                              | lovag Orest von Zopa                          |
| 1917                              | Viktor Bonetti t. korvetthadnagy              |

## Pályafutása
1888. március 3-án bocsátották vízre, április 23-án próbautat tettek vele. Az új hajó nevét szeptember 29-én hagyta jóvá az uralkodó. December 13 és 29 között két tehercsónakot vontatott Meljinébe és vissza. A következő évben taktikai gyakorlatokon vett részt illetve a régi Bravo (1834) brigget vontatta Sebenicoba, a hajósinas-iskola számára.
1889 májusában a Hippos kísérte a próbaútját végző Kronprinzessin Erzherzogin Stephanie páncélost.
1890-től Castelnuovoban állomásozott, január 12-én a Cattaroi-öbölből kifutni igyekvő Arrigo gőzösnek nyújtott segítséget. A következő évben több gyakorlóutat teljesített a sebenico-i gépésziskola növendékeivel. Az egyik út során a hajó fartőkéje eltörött, javítani kellett. 1893-ban több rövid utat tett meg Trieszt. Pola és Fiume között, a rákövetkező esztendőben Pola – Trieszt útvonalon vitt vontatmányokat.
1895. október 19. és november 28. között a Hippos-t a Lussinpiccoloban időző Ferenc Ferdinánd főherceg szolgálatára rendelték. Az október 23-ról 24-re virradó éjszakán a lecsapó sirokkó az Ossero-foknál zátonyra futtatta a Padre Domenico nevű trabakolót. A trieszti illetőségű vitorlás rakománya 50 tonna hajóépítő-anyagból állt. Bár a hajó saját erejéből levergődött a szikláról, a keletkezett léken nagy mennyiségű víz folyt be. A Padre Domenico-t az elsüllyedés veszélye fenyegette, a legénység folyamatosan szivattyúzta a testben összegyűlt tengervizet. A vészhelyzetről értesülvén Ferenc Ferdinánd a Hippos-t küldte a bajba került vitorlás megmentésére. A haditengerészek segítségével sikerült lékponyvával lefedni a hajótesten keletkezett lyukakat, és kiszivattyúzni a hajótestbe jutott vizet. Ezt követően a vontató a kikötőbe vitte a megrongálódott hajót. A Padre Domenico-nak nem volt biztosítása, de a mentés költségeit a főherceg magára vállalta.
Ferenc Ferdinánd több környékbeli szigetet meglátogatott lussinpiccolo-i tartózkodása során. Sansego, Arbe, Unie és Selve mellett Vegliát is felkereste a Hippos fedélzetén.
1896 és 1902 közt főleg különféle haditengerészeti iskolák (tüzér, gépész, aknász, távíró) munkáját segítette, illetve a cattaroi várparancsnokság által szervezett lőgyakorlatokon végzett célvontatást és más feladatokat. 1902 szeptember 1-3. között részt vett az Isztrián tartott partraszálló gyakorlaton, melyet az uralkodó is megtekintett.
A későbbi években is a tüzér-, és a gépésziskola munkájában működött közre, illetve a cattaroi várparancsnokság lőgyakorlatain segédkezett. 1906 július 24. és augusztus 20. között kazáncserét hajtottak végre rajta.
Az I. világháború alatt Polában állomásozott.
1918-ban átnevezték Tender 97-re. 1920-ban Olaszország kapta meg, itt Capodistria néven szolgált. Egyes források szerint a II. világháború után a Szovjetunióba került.
A hajó tervrajzait az Osztrák Állami Levéltár Hadilevéltára (Kriegsarchiv) őrzi.